# Microlicia peruviana
Microlicia peruviana är en tvåhjärtbladig växtart som beskrevs av Célestin Alfred Cogniaux. Microlicia peruviana ingår i släktet Microlicia och familjen Melastomataceae. Inga underarter finns listade i Catalogue of Life.